# Selangor
Selangor, por vezes também grafado Salangor, Solungor ou Solongor (سلاڠور, em Jawi), é um dos 13 estados que constituem a Malásia, com uma área de 7 956 km². Fica situado na costa oeste da Península Malaia. Confina com Peraque a Norte, Pão a Este, Negri Sambilão a Sul e o Estreito de Malaca a Oeste. Rodeia completamente os Territórios Federais de Kuala Lumpur e Putrajaia.
O estado é uma monarquia hereditária constitucional, cujo soberano, desde 2001, é o sultão Sharafuddin Idris Shah.
A capital do estado é Shah Alam e a capital real é Klang.

## População e Demografia
Salangor é o estado mais populoso da Malásia, com a maior conurbação do país, o vale Klang. A posição geográfica de Salangor no centro da Península Malaia contribuiu para o rápido desenvolvimento do estado ao nível dos transportes e da indústria, o que por sua vez atrai migrantes de outros estados e de outros países, especialmente da Indonésia, Filipinas, Vietnã, Mianmar, Bangladexe, Índia, Paquistão e China. O afluxo de imigrantes ilegais, particularmente da Indonésia, contribuiu para um rápido crescimento da população.

### População
Em 2005 a população estimada de Salangor era de 4 736 100 habitantes.

### Composição Étnica
A composição étnica consiste em:
- Malaios - 41%
- Chineses - 37%
- Indianos - 19%
- Outros - 3%

### Cidades
Os maiores centros populacionais são Petaling Jaya (550 000 habitantes), Shah Alam (500 000), Klang (450 000) e Subang Jaya-UEP Subang Jaya (400 000). Outras cidades principais são:
- Bangi
- Banting
- Cheras
- Cyberjaya
- Kajang
- Cuala Salangor
- Puchong
- Port Klang
- Rawang
- Semenyih
- Sepang
- Serdang
- Seri Kembangan

### Lista de Distritos
Salangor está dividida em 9 distritos administrativos:
- Klang - com Port Klang (antiga Port Swettenham)
- Petaling - com o Aeroporto Sultão Abdul Aziz Shah (antigo Aeroporto Internacional Subão)
- Sepang - com o KLIA
- Cuala Salangor
- Sabak Bernam
- Hulu Langat
- Kuala Langat
- Hulu Salangor
- Gombak